# Malapterurus tanganyikaensis
Malapterurus tanganyikaensis is een straalvinnige vissensoort uit de familie van de siddermeervallen (Malapteruridae). De wetenschappelijke naam van de soort is voor het eerst geldig gepubliceerd in 2000 door Roberts.